# Wallsbüll
Wallsbüll (danès Valsbøl) és un municipi de l'estat alemany de Slesvig-Holstein, a l'amt Schafflund al districte de Slesvig-Flensburg. És a 16 kilòmetres de Flensburg. El 2023 tenia 986 habitants.
És un de mants municipis amb el sufix -büll en el nom, que és d'origen danès -bøl i que significa ‘casa, habitatge’, la primera part sol ser un nom de persona. Sovint són assentaments nous que al segle x és van crear a partir d'un poble veí més antic.